# Вечерня (в Англиканской церкви)
Вечерня (англ. Evening Prayer или Evensong) — установленное Книгой общих молитв (Book of Common Prayer) богослужение Церкви Англии, выросшее из латинской вечерни.

## История
В ходе английской Реформации архиепископ Кентерберийский Томас Кранмер разработал на основе латинских богослужебных книг (Миссал, Бревиарий, Ритуал и пр.) единую богослужебную книгу для Церкви Англии — Книгу общей молитвы (первый вариант — 1549 год, второй исправленный — 1552 год). После Реставрации Стюартов и восстановления государственного статуса Церкви Англии была издана пятая редакция «Книги» 1662 года, являющаяся по настоящее время официальной богослужебной книгой. Излагаемый ниже чин вечерни приводится в соответствии с этой редакцией.
Согласно «Книге» вечерня официально называется Evening Prayer, то есть вечерняя молитва, распространённым также является название Evensong (от evening song — «вечерняя песнь»). В соответствии с идеями Реформации из этой службы были удалены все священнодействия, а основное внимание было уделено чтениям (lessons) из Ветхого и Нового заветов, псалмам и проповеди. Кранмер разделил Псалтирь на части таким образом, чтобы в течение каждого календарного месяца она прочитывалась полностью за вечерней и утреней, таблица псалмов на каждый день приводится в Книге общей молитвы. Ещё одной таблицей регулируется порядок ветхо- и новозаветных чтений на каждый день года. Хотя Церковь Англии подчёркивает необходимость вступления в сан для совершения общественных богослужений, вечерню и утреню в соответствии с «Книгой»  возглавляет служитель (minister), то есть необязательно рукоположённый священник.

## Последование вечерни
Чинопоследование англиканской вечерни схематично выглядит так:
1. служитель читает один или несколько библейских стихов из приведённых в Книге общей молитвы, побуждающих верующих к покаянию (Иез. 18:27; Пс. 50:3, 50:9, 50:17; Иоил. 2:13; Дан. 9:9,10; Иер. 10:24; Мф. 3:2; Лк. 15:18,19; Пс. 142:2; 1Ин. 1:8,9) и убеждает установленной проповедью молящихся к покаянию.
2. служитель и прихожане коленопреклоненно читают молитву общего покаяния,
3. служитель встаёт с колен и читает над коленопреклоненными прихожанами установленную формулу отпущения грехов (если служит священник) или коллекту двадцать первого воскресения по Пятидесятнице (если служитель — мирянин, в этом случае он также преклоняет колена),
4. служитель и прихожане коленопреклоненно читают «Отче наш»,
5. респонсорий (Пс. 50:17 и 69:2), «Слава Отцу и Сыну и Святому Духу, как было, и есть, и будет в бесконечные веки. Аминь»[1] (это славословие читается после каждого псалма и песни).
6. псалмы, положенные на данный день,
7. первое чтение (из Ветхого Завета),
8. Магнификат или Cantate Domino (псалом 97),
9. второе чтение (из Нового Завета),
10. песнь Симеона Богоприимца или Deus misereatur (псалом 66),
11. Апостольский Символ веры,
12. служитель и прихожане коленопреклоненно читают «Господи, помилуй»[2] и «Отче наш»,
13. литания (Пс. 81:8, 19:10, 131:9, 27:9, 50:12),
14. три коллекты: первая — переменная коллекта дня, две последующих — неизменные (for Peace — о мире и for Aid against all Perils — о помощи в бедах),
15. три молитвы (о монархе, о королевской фамилии, о духовенстве и прихожанах),
16. молитва Иоанна Златоуста («Иже общия сия и согласныя даровавый нам молитвы, Иже и двема или трием, согласующемся о имени Твоем, прошения подати обещавый, Сам и ныне раб Твоих прошения к полезному исполни, подая нам в настоящем веце познание Твоея истины и в будущем живот вечный даруя» — дословно тайная молитва третьего антифона на литургиях Иоанна Златоуста и Василия Великого),
17. благословение (2Кор. 13:13 «Благодать Господа нашего Иисуса Христа, и любовь Бога Отца, и общение Святого Духа со всеми вами» — в византийском обряде благословение в начале евхаристического канона).

## Вечерня в настоящее время
Ежедневное совершение вечерни обязательно для клириков, но в первые века Реформации это богослужение действительно совершалось во всех приходских церквях Церкви Англии. В настоящее время вечерня ежедневно служится только в кафедральных соборах. Вечерняя молитва используется мирянами в основном в качестве личного молитвенного правила, для клириков её совершение по-прежнему обязательно.

### В Церкви Англии
В 2000 году в Церкви Англии была принята «Common Worship» — альтернативная Книге общей молитвы «Книга совместного богослужения». С этого времени в любом приходе разрешено использовать как традиционный, так и новый вариант богослужения. Последовательность «новой» вечерни такова:
Вступительная часть (Preparation) (может быть заменена чином покаяния из традиционной вечерни):
- вступительный стих, первая литания из традиционной вечерни, изменяемое песнопение (из гимнария),
- благодарственная молитва (переменная), завершающаяся «Благословен Бог во век»,
- гимн, вступительная песнь (обе из гимнария), начальная молитва.

Служба Слова Божия:
- очередные псалмы с антифонами,
- новозаветная песнь,
- библейские чтения,
- респонсорий,
- Магнификат и изменяемые пенопения.

Молитвы:
- Интерцессия и благодарения,
- коллекта дня,
- «Отче наш».

Заключительная часть (может быть заменена коллектами и молитвами из традиционной вечерни):
- гимн или песнь (из гимнария),
- благословение.

### В Епископальной церкви США
В Епископальной церкви США современное богослужение определяется изданной в 1979 году в США Книгой общей молитвы, содержащей так называемые «Ритуал один» и «Ритуал два».
«Ритуал один» является обновлённой версией традиционной Book of Common Prayer 1662 года. Чин покаяния может быть опущен и заменён церемонией вечернего света (с пением «Свете тихий»), разрешено совершать только одно библейское чтение, Магнификат и песнь Симеона Богоприимца могут исполняться вместе, или только одно из них, или могут быть заменены альтернативными гимнами. «Ритуал два» содержит богослужения с использованием современного английского языка.
Изданная в Англиканской церкви Канады Книга альтернативного богослужения также позволяет заменять чин покаяния церемонией вечернего света (с пением «Свете тихий»).

## Музыка англиканской вечерни
Весь текст англиканской вечерни (за естественным исключением чина покаяния, чтений и заключительных молитв) может петься служителем и хором. Музыку для вечерни писали Томас Таллис, Уильям Бёрд, Орландо Гиббонс, Чарльз Вилльерс Стэнфорд, Томас Эттвуд Уолмисли, Майкл Типпетт и т. д. Пение может быть речитативным или полифоническим, в последнем случае текст может быть разделён между двумя частями хора, стоящими по разные с стороны от служителя; солистами и хором; певцами, находящимися в разных частях храма. Допускается пение a cappella в сопровождении органа или (в последнее время) других музыкальных инструментов.
Помимо предусмотренных богослужебными книгами песнопений, вечерня может быть дополнена гимнами, исполняемыми прихожанами. Гимны добавляются перед чтением псалмов, Магнификатом или в конце вечерни.